# Iudita de Turingia
Iudita de Turingia (în cehă Judita Durynská; n. 1135, Eisenach, Turingia, Sfântul Imperiu Roman – d. 9 septembrie 1174, Teplice, Ústí nad Labem, Cehia) a fost regina Boemiei între 1158  1172. 
Cel mai vechi pod de piatră peste râul Vltava din Praga i-a purtat numele. Distrus de o inundație în 1342, a fost construit podul Carol păstrându-se astăzi doar un turn al podului Judith.

## Biografie

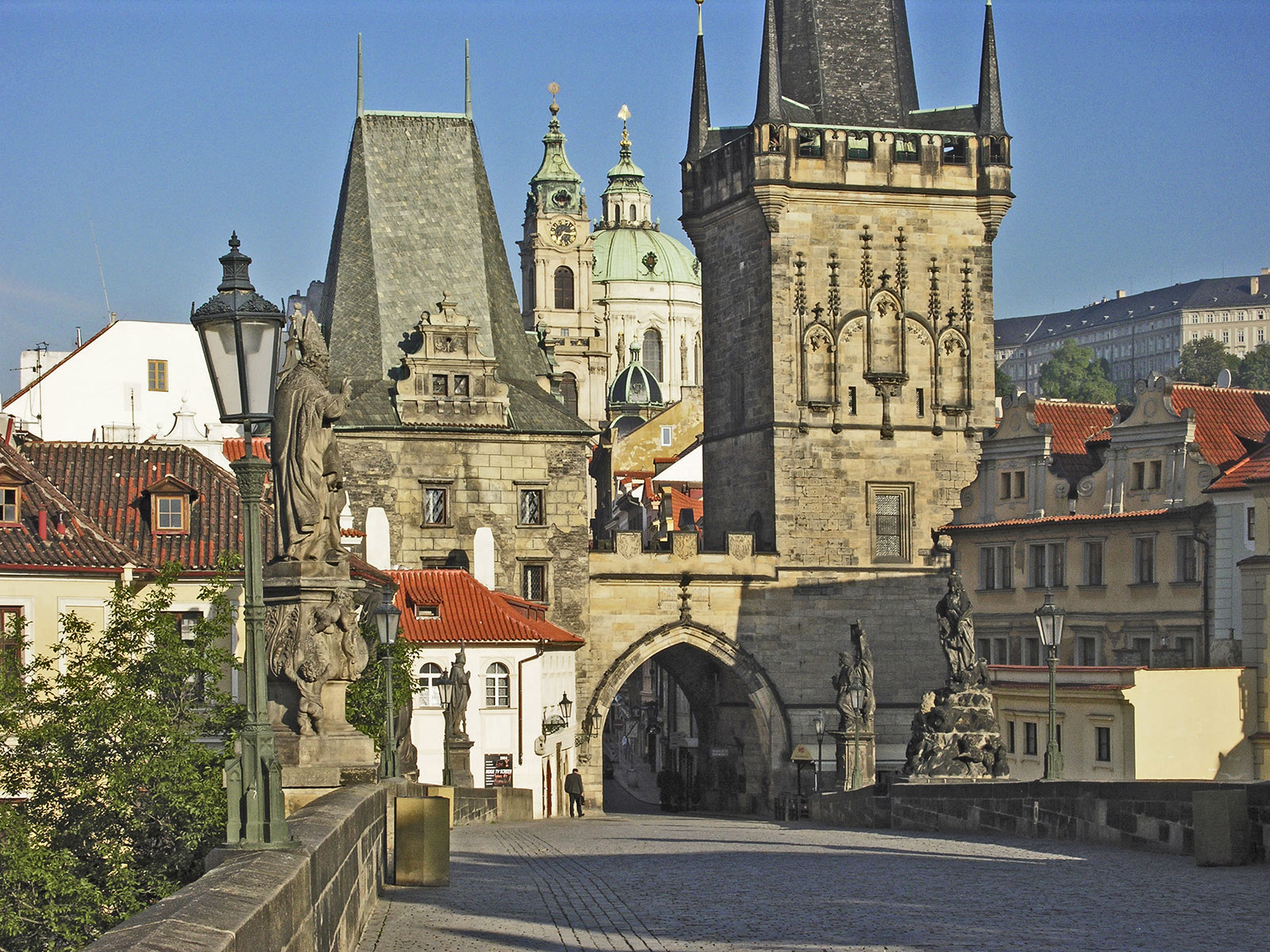
Turnurile Podului Carol (văzute de pe pod, turnul mai mic, în stânga, este turnul fostului pod Judith)

Iudita a fost fiica landgrafului Ludovic I de Turingia și a soției sale, Hedwiga de Gudensberg. A crescut la Wartburg și în 1153 s-a căsătorit cu ducele Vladislav al  II-lea al Boemiei la trei ani după moartea primei sale soții, Gertruda de Babenberg. Din această primă căsătorie Vladislav a avut patru copii. Sosirea Iuditei în Boemia nu a fost inițial călduroasă deoarece curtea din Praga își amintea încă bine de predecesoarea ei.

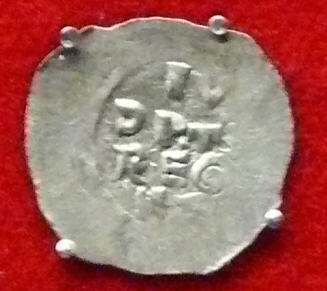
Moneda emisă cu ocazia nunții Iuditei (Denar)

Principalul motiv pentru această căsătorie a fost legătura dintre tânăra prințesă și împăratul Frederic Barbarossa a cărui soră vitregă, Iudita de Hohenstaufen, era căsătorită cu landgraful Ludovic al II-lea, fratele Iuditei de Turingia. Ea avea aproximativ 18 ani, iar soțul ei era cu 15-20 de ani mai în vârstă. Un cronicar contemporan o descrie ca frumoasă, spirituală și educată, vorbea limba latină și o interesa politica. Ea a acționat frecvent ca regentă în absența lui Vladislav.
În jurul anului 1155 s-a născut fiul lor, Ottokar Přemysl, despre care se spune că a fost primul Přemyslid care a purtat numele legendarului fondator al dinastiei Přemysl Plugarul. 
Iudita l-a susținut pe fiul ei, Přemysl Ottokar, în conflictul pentru tronul Boemiei, dar soțul ei, Vladislav, a decis să-l numească pe cel mai mare fiu al său din prima căsătorie, Frederic, ca succesor. Relația cu copiii ei vitregi a fost una conflictuală. Iudita a fost cea care a introdus cultura occidentală la curtea regală a Boemiei. Prietenia cu episcopul de Praga, Daniel I, una dintre cele mai influente figuri din politica Boemiei la acea vreme, a ajutat-o pe Iudita să exercite influență asupra soțului ei privind deciziile politice. 
În 1158 Vladislav al II-lea a primit coroana regală de la Frederic Barbarossa pentru ajutorul dat în campania militară din Italia. Încoronarea Iuditei nu este consemnată în documente, dar sursele arată că ea avea dreptul și că folosea titlul de „regină”. În timpul absenței soțului, ea a luat propriile decizii, întotdeauna populare. Astfel a reușit să impună consecutiv două dintre rudele ei, Gotpold de Praga (1169) și Frederic I de Praga (1169–1179), în funcția de Episcop de Praga.
Iudita și Vladislav au ctitorit mai multe mănăstiri între care și cea benedictină din orașul boem Teplice (1158–1164). Iudita a intrat în istoria țării datorită primului pod de piatră peste râul Vltava construit în anii 1160, care a înlocuit un pod de lemn prăbușit în 1157 după o inundație. Acesta avea 514 metri lungime, aproximativ 7 metri lățime și 21 de arcade. Sursele medievale o numesc pe Iudita „constructor”, iar podul purta numele ei. Măsura în care ea însăși a fost inițiatoarea construcției este controversată. Podul a fost distrus de o inundație în 1342 și înlocuit câțiva ani mai târziu cu faimosul Pod Carol. S-a păstrat doar turnul de la capătul podului care poartă numele „Turnul Iuditei” (Juditina věž).
Iudita a deținut titlul de regină timp de paisprezece ani. În 1172 Vladislav a abdicat în favoarea fiului său din prima căsătorie, Frederic. Deoarece funcția era electivă la acea vreme, această decizie, luată fără acordul dietei Boemiei sau al împăratului Frederic Barbarossa, i-a adus tânărului rege doar un an de domnie, fiind apoi înlocuit de vărul său, Sobeslav al II-lea. Vladislav a fost forțat să se retragă în Turingia unde se aflau posesiunile primite ca zestre de Iudita. Doi ani mai târziu, Vladislav a murit acolo, la Castelul Meerane, fără să vadă urcarea pe tron a fiului său, Ottokar Přemysl. 
Soarta Iuditei după moartea soțului ei, nu este cunoscută. Potrivit unei analize a craniului, ea a murit la o vârstă înaintată, între 75 și 80 de ani. Locul unde a murit Iudita este necunoscut, dar rămășițele ei au fost găsite în fosta mănăstire benedictină din Teplice ctitorită de ea însăși. Potrivit istoricului Emanuel Vlček, Iudita a murit la o vârstă foarte înaintată, după 1210, după ce a asistat la domnia strălucită a fiului ei cel mare, Ottokar. 

## Căsătorie și descendenți
În 1153 Iudita de Turingia s-a căsătorit cu Vladislav al II-lea. Ei a au avut trei copii:
- Ottokar, rege al Boemiei;
- Vladislav Henric (d. 1122), duce al Boemiei și margraf al Moraviei;
- Richeza (d. 1182), căsătorită cu ducele Henric de Mödling din Casa de Babenberg.